# I pazzi per progetto
I pazzi per progetto è una farsa in un atto di Gaetano Donizetti su libretto di Domenico Gilardoni.
La partitura autografa è custodita presso il Conservatorio S. Pietro a Majella di Napoli.
La prima rappresentazione ebbe luogo al Teatro del Fondo di Napoli il 7 febbraio 1830, conobbe altre riprese a Napoli e Palermo, per poi cadere nell'oblio fino al 1977, con una nuova revisione curata dal Maestro Bruno Rigacci di Firenze ed andare in scena nuovamente al Festival Internazionale Opera Barga nel 1977, ottenendo un clamoroso successo di pubblico e di critica.
Alla prima esecuzione del 1830 a Napoli parteciparono alcuni grandi cantanti lirici del tempo, come Luigia Boccabadati e Luigi Lablache, durante una serata di beneficenza, e malgrado il cast d'eccezione, il pubblico presente fu davvero assai scarso.
L'opera, curiosamente affidata a due donne circondate da cinque voci gravi, ed articolata in sette numeri, collegati da recitativi secchi o accompagnati, rivela la più pura appartenenza allo stile farsesco, del grande compositore bergamasco, con le caratteristiche e i moduli tipici del "genere".

## Cast della prima assoluta
| Personaggio | Interprete         |
| ----------- | ------------------ |
| Darlemont   | Luigi Lablache     |
| Norina      | Luigia Boccabadati |
| Cristina    | Maria Carraro      |
| Venanzio    | Gennarino Luzio    |
| Frank       | Gennaro Ambrosini  |

## La trama dell'opera
L'azione si svolge in un ospedale di pazzi in Parigi, il cui direttore, Darlemont, ha una nipote, Norina, sposata con Blinval, colonnello dei dragoni.
La lontananza dell'uomo dall'amata sposa per ragioni militari e la reciproca gelosia, sono le cause di un susseguirsi di azioni nel momento in cui i due si rincontrano.
Essendo il luogo del casuale incontro, proprio quell'ospedale, di cui il direttore è lo zio di Norina, i due, alternativamente, si fingono pazzi per scoprire i veri sentimenti del rispettivo consorte, dando così adito ad un frenetico carosello di inganni ed equivoci.
Se a tutto questo si aggiungono: un servitore molto ciarlone, e fin troppo sincero, (Frank), un trombettiere disertore che si finge medico (Eustachio), una giovane e bella ragazza, (Cristina),
ex amante del colonnello, che cerca di sfuggire al vecchio tutore (Venanzio), che a sua volta,
vorrebbe farla crescere pazza, per prenderle la dote, si hanno tutti gli ingredienti, molto ben assortiti, per ottenere una farsa con tutte le regole.
Al finale, molto ben strutturato, vi è la pacificazione e la morale d'obbligo.

## Struttura musicale
- Sinfonia

### Atto unico
- N. 1 - Introduzione Ah ah! I soliti rapporti (Darlemont, Frank, Cristina, Venanzio, Eustachio)
- N. 2 - Cavatina di Norina All'udir che il mio tesoro
- N. 3 - Duetto fra Blinval ed Eustachio Quel naso aperto e piatto
- n. 4 - Quartetto Morte, perché non vieni? (Eustachio, Blinval, Norina, Cristina)
- N. 5 - Duetto fra Cristina ed Eustachio Caro, caro a me tu sei!
- N. 6 - Duetto fra Norina e Blinval Tirsi lontan da Clori
- N. 7 - Aria Finale di Norina Piacer sì nuovo e grato (Norina, Blinval, Darlemont, Eustachio, Frank, Cristina, Venanzio)

## Discografia
- Direttore Amy Kaiser, Orchestra Festival Opera Barga, interpreti: Giancarlo Ceccarini, Anna Baldasserini, Vera Pastore, Francesco Facini, Franco Ligas, Giovanni Savoiardo, Giovanni Fancellu - Opera Barga, Teatro dei Differenti, Live 1977 - Unique Opera Records - UORC 357